# Brendan Graham
Brendan Graham, född 1945 i grevskapet Tipperary , är en irländsk kompositör och författare som bland annat skrivit Eurovisionvinnarna Rock 'n' roll kids 1994 och The Voice 1996. Han har även skrivit texten till You Raise Me Up.